# すべての民の御母

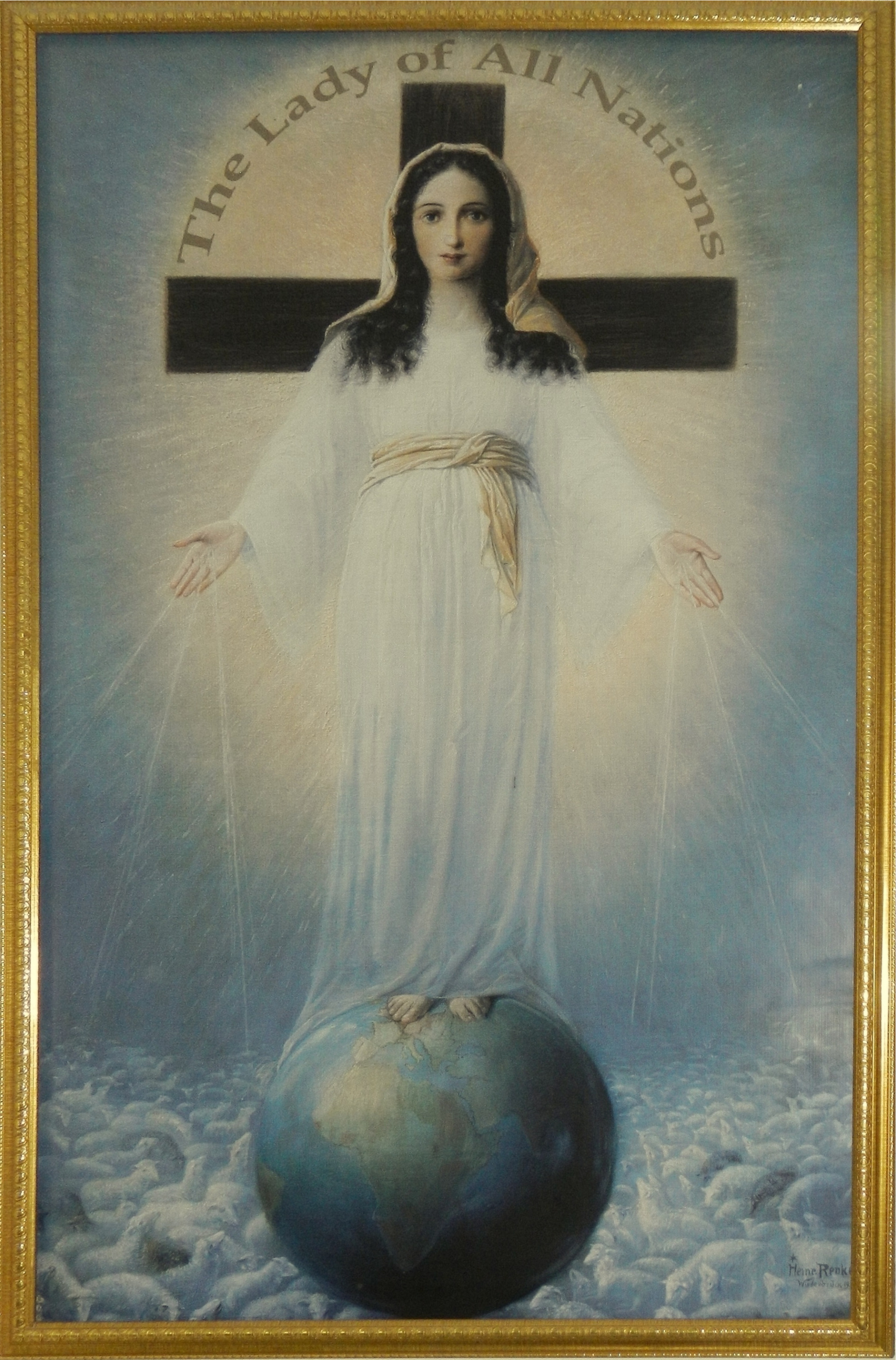
「すべての民の御母」

すべての民の御母(すべてのたみのおんはは)  (オランダ語：de Vrowe Van alle Volkeren　英語：Lady of all Nations  )とは、オランダ・アムステルダムに住むイーダ・ペアデマン(Ida Peerdeman)と言う名の女性に起こった聖母の出現で、聖母が名乗った「呼び名」である。伝えられるところではペアデマンは合計207回の聖母の出現を受けた。聖母が出現した最初の56回は1945年3月25日で、終わったのは1959年5月31日である。ペアデマンは26年間にわたって151回の聖体拝領を受け、天啓を与えられたという。これは通常、ミサの最中に起こった。
なお、のちに奇跡を起こした秋田の聖母マリア像は、このすべての民の御母を模したものであった。

## 幻視者と聖母の出現
ペアデマンは1905年8月13日にオランダのアルクマール(Alkmaar)市で生まれた。5人の子供の末っ子っで、香料の工場で働く普通の女性であった。始めの56回の御出現は1945年の3月に起こったと表明されている。ペアデマンによると、彼女が聖母の御出現を受けたのは、ストーブのすぐそばで彼女の姉妹や親しい友人とフレーヘ(Frehe)神父と集まり、将来戦争が起こるかもしれないと皆で話している時であった。ペアデマンは部屋の片隅から光が出ているのに気づいた。すると、そこから女性が現れ、自身を「すべての民の御母」と名乗り、そして自分が話すことを全て繰り返すように指示した。フレイヤ神父はペールマンの姉妹に全ての言葉を書き写すように指示した。 
始めの25のメッセージは1945年から1959年について、典型的な黙示録で使われるフレーズを使い、共産主義、無神論、現代の問題についての警告であった。1950年の聖母被昇天の教義の直後、そのメッセージは変わった。聖母は今ある姿の自分のイメージ像を作ることを希望して来た。絵画は1951年にドイツの画家ハインリッヒ・レプケ(Heinrich Repke)がペアデマンの指示によって描いている。
「すべての民の御母」は多くの近未来の出来事を予告し、その中には、イスラエルの建国、化学兵器の開発、東西冷戦、カトリック教会の現代化と第二バチカン公会議の必要性、教皇ピオ12世の帰天、人類の月面着陸、黒人と白人の和解、自然災害の増加、社会の退廃と棄教の深刻化、共産主義の衰退、湾岸戦争、キリスト教徒間の和解と一致、ユーロの形成などがある。 

## 祈り
次の祈りが聖母によってペアデマンに与えられている。

主イエス・キリスト　御父の御子よ
あなたの霊を今　全地の上に遣わしてください
すべての民が堕落、災害、戦争から守られるよう
すべての民の心に聖霊を住まわせてください
聖母マリア、すべての民の御母が
わたしたちの執りなし手でありますように
アーメン

## カトリック教会の対応
1996年5月31日 オランダ・ハーレム司教の ヨゼフ・マリア・プント司教(Jozef Marianus Punt)が、「すべての民の御母」に関する司教通達において、「すべての民の御母」という称号を使用しての公的崇敬を認可した。
その後、2002年5月31日、同じヨゼフ・マリア・プント司教による司教通達により、この私的啓示に対する教会認可が下された。
2021年1月4日、 オランダの司教によると、教理省は「すべての民の御母」の称号に関する主張されている出現と啓示について、カトリック教徒は推進しないように勧告した。